# Ovariectomia
L'ovariectomia consiste nell'asportazione chirurgica dell'ovaio e può essere effettuata su un solo lato (ovariectomia monolaterale) o su entrambe le ovaie (ovariectomia bilaterale).
L'asportazione monolaterale si esegue quando, a causa di una neoplasia benigna, di una grossa cisti o di una grave infiammazione (ad esempio un ascesso ovarico) il tessuto ghiandolare è completamente distrutto. Se la donna è in età fertile e desidera figli, si può lasciare in sede la tuba, altrimenti all'ovariectomia si preferisce sempre associare l'asportazione della tuba dello stesso lato: in tal caso si parla di annessiectomia.
L'asportazione di entrambe le ovaie (ovariectomia bilaterale) o castrazione chirurgica può essere indicata in caso di tumore maligno metastatizzato della mammella, come intervento complementare, al fine di eliminare la spinta proliferativa esercitata sul tessuto neoplastico dagli estrogeni, quando non è possibile sopprimere la produzione di estrogeni attraverso l'uso di farmaci (analoghi del GnRH).
L'annessiectomia bilaterale viene in genere associata all'asportazione dell'utero (isterectomia) in caso di tumori maligni della cervice uterina, del corpo dell'utero o dell'ovaio. In tal caso si parla di istero-annessiectomia.

## Interventi conservativi sull'ovaio
Il tessuto ovarico può essere asportato anche parzialmente (ovariotomia), qualora si intenda salvare la fertilità della donna. Questo è possibile in caso di enucleazione di cisti che hanno danneggiato solo una parte del tessuto, o nelle cosiddette resezioni cuneiformi dell'ovaio, effettuate in casi selezionati di ovaio policistico, quando la terapia medica fallisce.